# Pandemia de COVID-19 en Italia
Los primeros casos de la pandemia de COVID-19 en Italia se confirmaron el 31 de enero de 2020, cuando dos turistas chinos en Roma dieron positivo a COVID-19, enfermedad causada por el SARS-CoV-2. Una semana después, un hombre italiano repatriado de regreso a Italia desde la ciudad de Wuhan, China, fue hospitalizado y se confirmó que era el tercer caso de COVID-19 en Italia. Posteriormente se detectó un grupo de casos, comenzando con 16 casos confirmados en Lombardía el 21 de febrero, 60 casos adicionales el 22 de febrero y las primeras muertes de Italia informadas el mismo día.
A principios de marzo, el brote golpeó a Italia más que en cualquier otro lugar de la Unión Europea, y a septiembre de 2022 es el octavo país con el mayor número de casos confirmados en el mundo. Al día 2 de marzo de 2020, los contagiados eran más de 2000, y los muertos por COVID-19 eran 52, de los cuales 18 ocurrieron durante el día anterior. Ese mismo día el gobierno había dividido el país en 4 zonas de acuerdo al nivel de riesgo con diferentes niveles de restricción de actividades.
Once municipios en el norte de Italia han sido identificados como los epicentros de los dos principales grupos italianos y puestos en cuarentena. La mayoría de los casos positivos en las otras regiones conducen a estos dos grupos. Hasta el 10 de marzo, Italia había realizado 60 761 pruebas para el virus.
El 8 de marzo de 2020, el primer ministro Giuseppe Conte extendió la cuarentena a toda Lombardía y a otras 14 provincias del norte, poniendo a más de una cuarta parte de la población nacional (aproximadamente 14 millones de personas) bajo cuarentena, medida que el día siguiente fue extendida a la totalidad del país (es decir, 60 millones de personas). El 11 de marzo de 2020 Conte prohibió casi todas las actividades comerciales, excepto supermercados y farmacias.
Debido a la importancia del turismo en la actividad económica italiana (13% del PIB), se temió que esta pandemia tuviera consecuencias potencialmente desastrosas. Por su parte, el gobierno italiano informó que destinaría más de 3600 millones de euros para frenar el impacto del virus, algo cercano al 0,2 % del PIB.
El 19 de marzo, Italia se convirtió en el país con el mayor número de muertes confirmadas de coronavirus en el mundo, pero el 11 de abril fue superado por los Estados Unidos.
Un estudio de tres municipios en Italia indicó que el número de muertes puede ser cuatro veces mayor.
Hasta el 1 de noviembre de 2023, se contabiliza la cifra de 26 257 548 casos confirmados; 192 554 fallecidos, y 25 902 311 recuperados del virus (162 683 aún en estado activo).

## Antecedentes
El 31 de diciembre de 2019, la Comisión de Salud de Wuhan, Hubei, China, informó a la OMS sobre un grupo de casos de neumonía aguda con origen desconocido en su ciudad. El 9 de enero de 2020, el CCDC informó la identificación de un nuevo coronavirus (más tarde identificado como el SARS-CoV-2) como la causa.
A finales de enero de 2020, luego de la evolución de la epidemia de COVID-19 en China continental, Italia estableció medidas de detección mejoradas, incluidas cámaras térmicas y personal médico, en el Aeropuerto de Roma-Fiumicino y el Aeropuerto de Milán-Malpensa.

## Cronología

Número de casos (azul) y número de muertes (rojo) en una escala logarítmica.

El 30 de enero, los primeros dos casos de COVID-19 se confirmaron en Roma. Dos turistas chinos, quienes llegaron a Milán el 23 de enero por el Aeropuerto de Milán-Malpensa y viajaron a Roma en un autobús turístico, dieron positivo al SARS-CoV-2 y fueron hospitalizados en el Instituto Nacional Lazzaro Spallanzani para Enfermedades Infecciosas. El gobierno italiano suspendió todos los vuelos hacia y desde China y declaró el estado de emergencia. El Primer Ministro Giuseppe Conte dijo que Italia era el primer país de la UE en tomar esta medida de precaución.
El 6 de febrero, uno de los italianos repatriados de Wuhan, China, dio positivo al COVID-19, elevando el número total de casos en Italia a tres.
El 22 de febrero, el italiano repatriado se recuperó y fue liberado del hospital. El 22 y 26 febrero, los dos turistas chinos anteriormente infectados dieron negativos al COVID-19 en el Instituto Nacional Lazzaro Spallanzani, en Roma.

### Cúmulo de Lombardía
El brote de Lombardía salió a la luz cuando un italiano de 38 años, identificado como Mattia Mestri, dio positivo al COVID-19 en Codogno, provincia de Lodi, Lombardía. Según su esposa, se había encontrado con un amigo italiano que había regresado de China el 21 de enero y que posteriormente dio negativo. El 14 de febrero, se sintió mal y fue a un médico en Castiglione d'Adda. Le recetaron tratamientos para la gripe.
El 16 de febrero, cuando la condición del hombre de 38 años empeoró, se fue al Hospital de Codogno, reportando problemas respiratorios. Inicialmente, no había ninguna sospecha de COVID-19, por lo que no se tomaron medidas preventivas adicionales, y el virus fue capaz de infectar otros pacientes y trabajadores de salud. Más tarde, el paciente, su mujer embarazada, y un amigo dieron positivo. Otros tres casos fueron confirmados en el mismo día, después de que los pacientes reportaron síntomas de neumonía. A partir de entonces, se realizaron extensos controles y verificaciones en todos los que posiblemente habían estado en contacto o cerca de los sujetos infectados.
El hombre de 38 años estuvo asintomático durante semanas, según los informes, llevó una vida social activa y potencialmente interactuó con docenas de personas antes de propagar el virus en el Hospital de Codogno. Posteriormente, fue trasladado al Policlínico San Matteo en Pavía, y su esposa al Hospital Sacco en Milán.

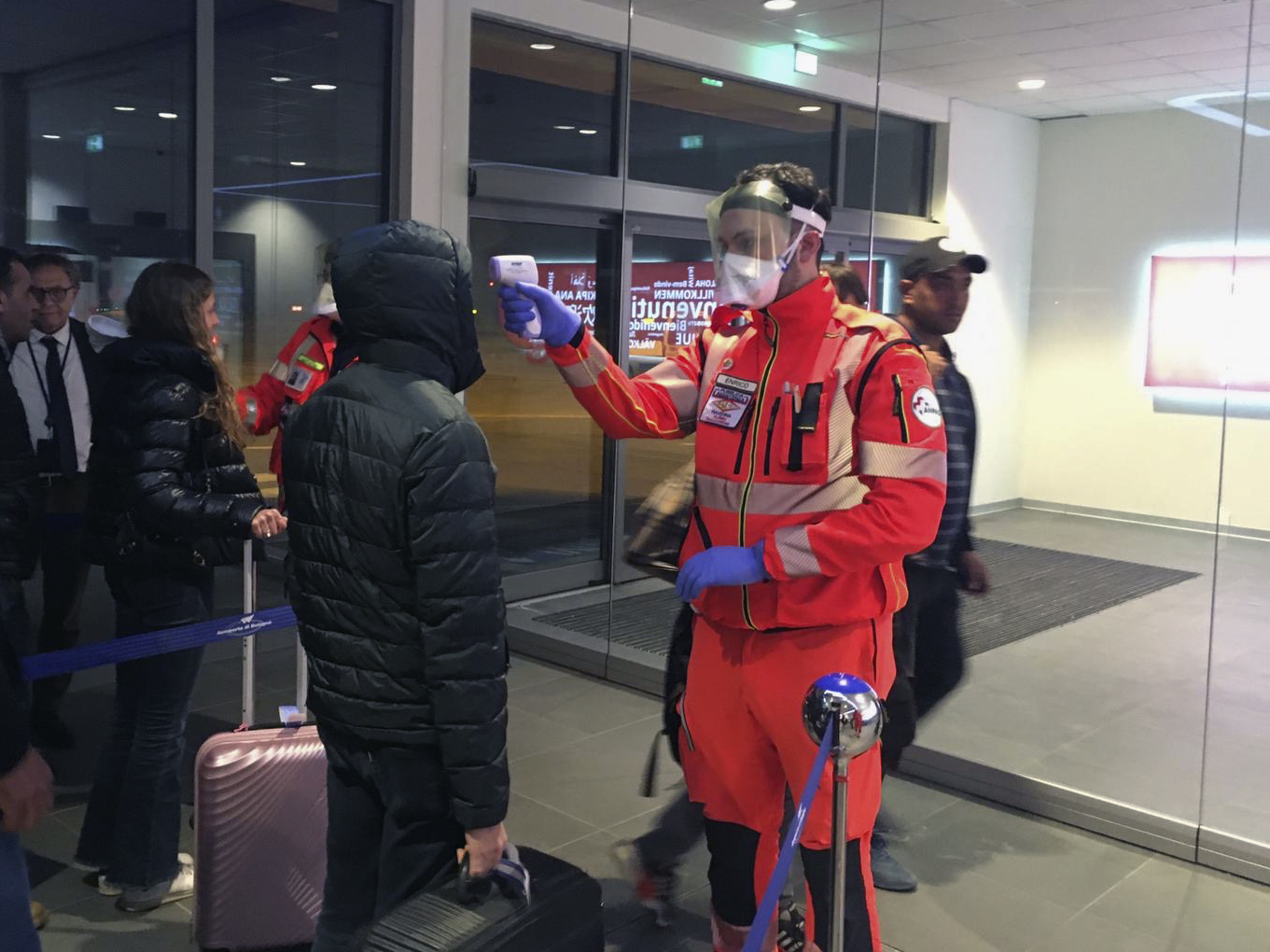
Voluntarios de Protección civil que llevan a cabo controles de salud en el Aeropuerto Guglielmo Marconi en Bolonia.

El 19 de febrero, en Milán, se realizó el torneo de la Champions League, el juego entre Atalanta vs Valencia, que asistieron 40 mil aficionados, que no sabían que varios de los aficionados estaban infectados con el COVID-19. El brote hizo que la ciudad de Milán estuviera en cuarentena. 
El 21 de febrero, otros dieciséis se confirmaron – catorce en Lombardía, incluyendo el doctor quién prescribió tratamientos al hombre de 38 años de Codogno, y dos en Véneto.
El 22 de febrero, una mujer de 77 años de Casalpusterlengo, quién adoleció neumonía y visitó la misma habitación de emergencia como la persona de 38 años de Codogno, murió en Lombardía. Incluyendo el hombre de 78 años quien murió en Veneto, el número de los casos en Italia aumentaron a 79. De 76 casos nuevos, 54 se hallaron en Lombardia, incluyendo un paciente en el Hospital San Raffaele en Milán y ocho pacientes en el Policlínico San Matteo en Pavia, diecisiete en Veneto, dos en Emilia-Romaña, dos en Lacio y uno en Piamonte. El 23 de febrero, una mujer de 68 años con cáncer de Trescore Cremasco murió en Crema. El número de los casos en Italia aumentaron a 152, incluyendo catorce pacientes que son tratados en el Policlínico San Matteo en Pavia.
El 24 de febrero, un hombre de 84 años con condiciones médicas preexistentes de Villa di Serio murió en Bergamo mientras estaba hospitalizado en el Hospital Papa Giovanni XXIII. Un hombre de 88 años de Caselle Landi, quién residió en Codogno, murió el mismo día. Un hombre de 80 años de Castiglione d'Adda murió en el Hospital Luigi Sacco en Milán. Él previamente estaba hospitallizado en Lodi debido a un ataque de corazón, y luego fue transferido a Milán cuándo se confirmó como positivo. Un hombre de 62 años con condiciones médicas preexistentes de Castiglione d'Adda murió en el Hospital Sant'Anna en Como. El Gobernador de Lombardía Attilio Fontana anunció que el número de casos en Lombardía había aumentado a 172, con un total de 229 casos confirmados en Italia.
El 25 de febrero, un hombre de 84 años de Nembro, un hombre de 91 años de San Fiorano y una mujer de 83 años de Codogno murieron debido a complicaciones de las infecciones.
El número de casos en Emilia-Romaña aumentó a 23, extendiéndose a través de las provincias de Piasencia, Parma, Módena y Rimini. Todos estos estaban vinculados al cúmulo de Lombardía.
Un nuevo caso relacionado con el brote en Lombardía apareció en Palermo, Sicilia: una mujer de Bergamo de 60 años dio positivo y fue ingresada en el Hospital Cervello. Un hombre de 49 años que previamente visitó Codogno, dio positivo en Pescia, Toscana.
Liguria confirmó que una turista de 72 años de Castiglione d'Adda dio positivo en Alassio, mientras se hospedaba en un hotel. La mujer fue tratada en un hospital en Génova. Más tarde en ese día, se confirmó el segundo caso en Liguria, un hombre de 54 años, que había visitado Codogno por trabajo, dio positivo en La Spezia.
El 26 de febrero, un hombre de 69 años de Lodi con afecciones médicas preexistentes murió en Emilia-Romaña. El alcalde de Borgonovo Val Tidone, Pietro Mazzocchi, dio positivo el SARS-CoV-2 y se sometió a aislamiento voluntario en su hogar.
Se identificaron casos adicionales de seis menores en Lombardía. Una niña de 4 años de Castiglione d'Adda ingresó en el Policlínico San Matteo en Pavía, y una de 15 años fue hospitalizada en el Hospital Seriate de Bérgamo. Dos niños de 10 años de Cremona y Lodi resultaron positivos y dados de alta. Un joven de 17 años de Valtelina, que asistió a una escuela en Codogno, y un amigo de la escuela de Sondrio, también dieron positivo.
Apulia confirmó que un hombre de 33 años de Tarento, que regresó de Codogno el 23 de enero, dio positivo y fue ingresado en el Hospital San Giuseppe Moscati.
Un asesor cercano del gobernador de Lombardía, Attilio Fontana, dio positivo el SARS-CoV-2. Aunque Fontana dio negativo, decidió ponerse también en aislamiento preventivo.
Campania confirmó dos nuevos casos. Una mujer de 24 años de Caserta, que previamente visitó Milán, dio positivo. Una mujer ucraniana de 25 años de Cremona, que previamente visitó Lombardía, llegó a la sala de emergencias de un hospital en Vallo Della Lucania y dio positivo. Ambos fueron trasladados al Hospital Domenico Cotugno en Nápoles, donde se sometieron a aislamiento.
El 26 de febrero, una mujer que había regresado de Milán en los días previos a la emergencia en Lombardía, resultó positiva para el virus en Catania, Sicilia.
El 27 de febrero, dos personas de 88 años y una de 80 años murieron en Lombardía.
Abruzos confirmó que un hombre de 50 años de Brianza, Lombardía, dio positivo y fue ingresado en la Unidad de Cuidados Intensivos en el Hospital Giuseppe Mazzini en Teramo. Él y su familia se alojaban en su casa de vacaciones en Roseto degli Abruzzi.
El 28 de febrero, cuatro personas murieron, incluido un residente de Lombardía de 85 años en una de las zonas de cuarentena en un hospital en Piacenza, y un hombre de 77 años y otros dos mayores de 80 años.
Hasta el 1 de marzo, había 984 casos confirmados y 73 recuperaciones en Lombardía.
El 4 de marzo, la ministra regional de salud de Emilia-Romagna, Raffaele Donini, y la ministra de territorios, Barbara Lori, declararon que dieron positivo el COVID-19. El gobernador Stefano Bonaccini y los otros miembros del gobierno regional dieron negativo.
El 8 de marzo, el primer ministro Giuseppe Conte extendió la cuarentena para cubrir toda la región de Lombardía y otras 14 provincias del norte.
El 10 de marzo, el Primer Ministro Conte aumentó el bloqueo de cuarentena para cubrir toda Italia, incluidas las restricciones de viaje y la prohibición de reuniones públicas.
El 13 de marzo, Vox News, que nos recuerdan que la música es "una de las formas de arte humano más antiguas", informa que algunos italianos están creando conexiones sociales a través de conciertos de música improvisados.
Hasta el 14 de marzo, no han detectado nuevos casos en el municipio de Vò.

### Cúmulo de Veneto

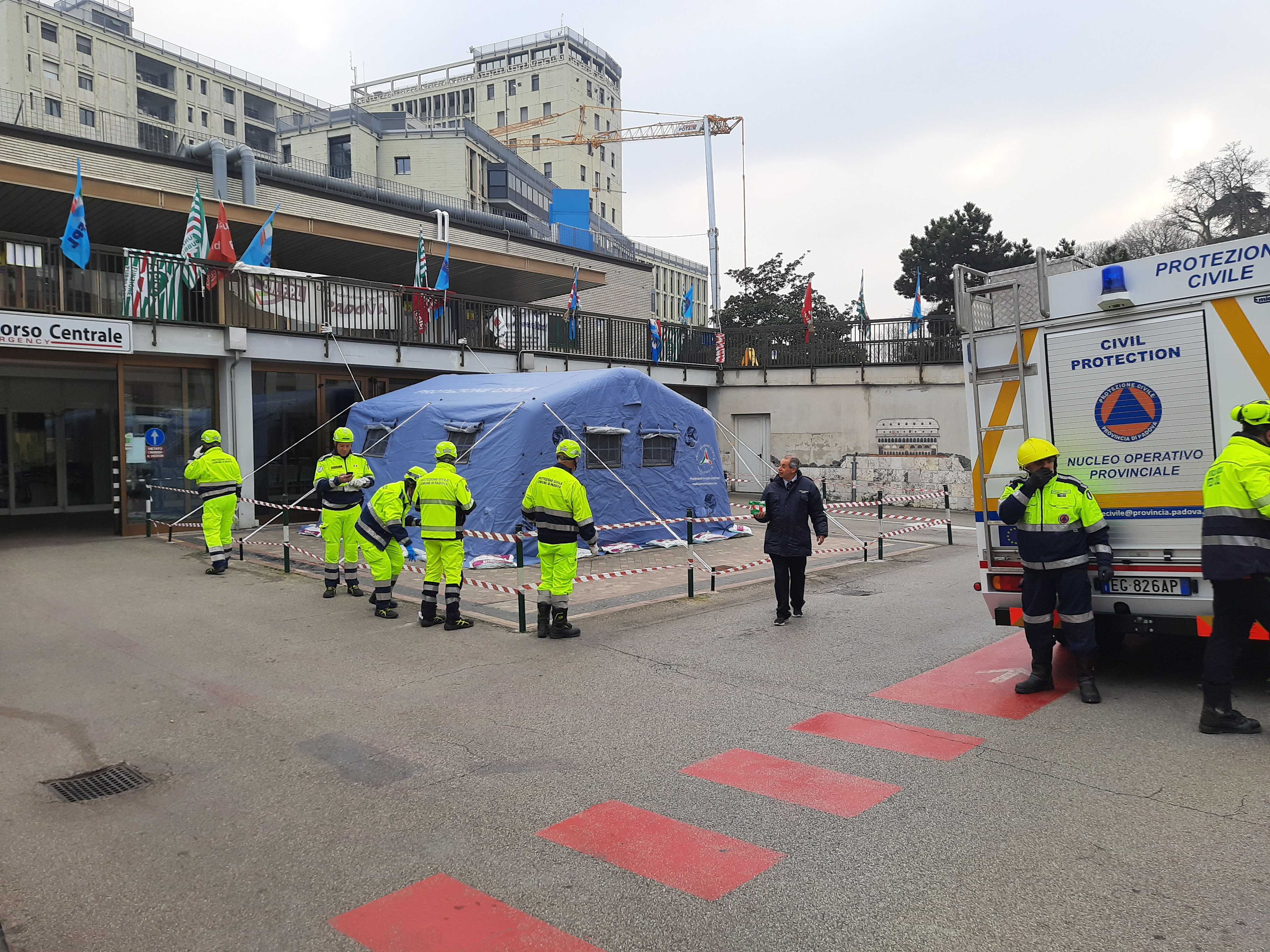
Primeros auxilios de Protección Civil en Padua

Se produjo un cúmulo secundario de infecciones en la región de Véneto, que inicialmente se pensó que era el resultado de la infección de un agricultor cuando visitaba la fuente primaria en Codogno. El agricultor fue evaluado y al día siguiente, la prueba fue confirmada negativa.
El 21 de febrero de 2020, dos personas dieron positivo en Véneto. Al día siguiente, uno de ellos, un hombre de 78 años, murió en el Hospital Schiavonia en Monselice, convirtiéndose en la primera víctima mortal en Italia. El hombre vivía en el municipio de Vò, que fue puesto en cuarentena.
El 25 de febrero, una mujer de 76 años con afecciones médicas preexistentes murió en Treviso.
El 26 de febrero, se identificó un caso adicional relacionado con un menor. Una niña de 8 años, que vivía en Codevigo, dio positivo.
El 28 de febrero, el presidente del Véneto, Luca Zaia, mencionó que después de los dos primeros casos, ordenó que se hiciera la prueba a los 3300 residentes de Vò. De 6800 hisopos, el 1,7 % se confirmó que dieron positivo. Este estudio epidemiológico sería utilizado para la investigación de brotes por la Universidad de Padua.
Hasta el 28 de febrero, había 151 casos confirmados en Véneto, con 70 casos en el municipio de Vò, incluidas las dos muertes.

### Otras regiones
Han surgido varios casos en múltiples regiones que podrían estar aisladas y no asociadas con los cúmulos del norte de Italia.
El 25 de febrero, el primer caso en Florencia (Toscana) involucró a un empresario de 63 años con empresas en Asia, que regresó de Filipinas y Singapur el 6 de enero. Dio positivo y fue ingresado en el Hospital Santa Maria Annunziata.
El primer caso en Rímini involucró a un hombre de 71 años de Cattolica, quien regresó de Rumania el 22 de febrero. Dio positivo y fue ingresado en el Hospital Infermi. Un hombre de 51 años de Piandimeleto, que fue a Rumania con él, también dio positivo y se sometió a una cuarentena en casa. El 26 de febrero, una de las personas con las que interactuó en Rumania dio positivo.
El 26 de febrero, el Instituto Noruego de Salud Pública confirmó que un hombre noruego de 26 años que vivía en Florencia dio positivo y fue ingresado en el Hospital Santa Maria Annunziata. Se había quedado en Noruega durante 14 días y regresó a Florencia cinco días antes.
El 7 de marzo, el gobernador de Lacio y líder del Partido Democrático, Nicola Zingaretti, dio positivo al COVID-19. Al día siguiente, el presidente de Piamonte, Alberto Cirio, también dio positivo.
Un marinero de la Marina estadounidense estacionado en Nápoles, Italia, dio positivo por coronavirus. El miembro del servicio, estacionado en un centro de apoyo naval en Nápoles, dio positivo el viernes y actualmente está restringido a su residencia, según el comunicado, recibe apoyo médico y de otro tipo de acuerdo con los Centros para el Control y Prevención de Enfermedades y las directrices italianas.
El 11 de marzo, se anunció que el futbolista de la  la Juventus y de la selección de fútbol de Italia Daniele Rugani dio positivo por COVID-19.

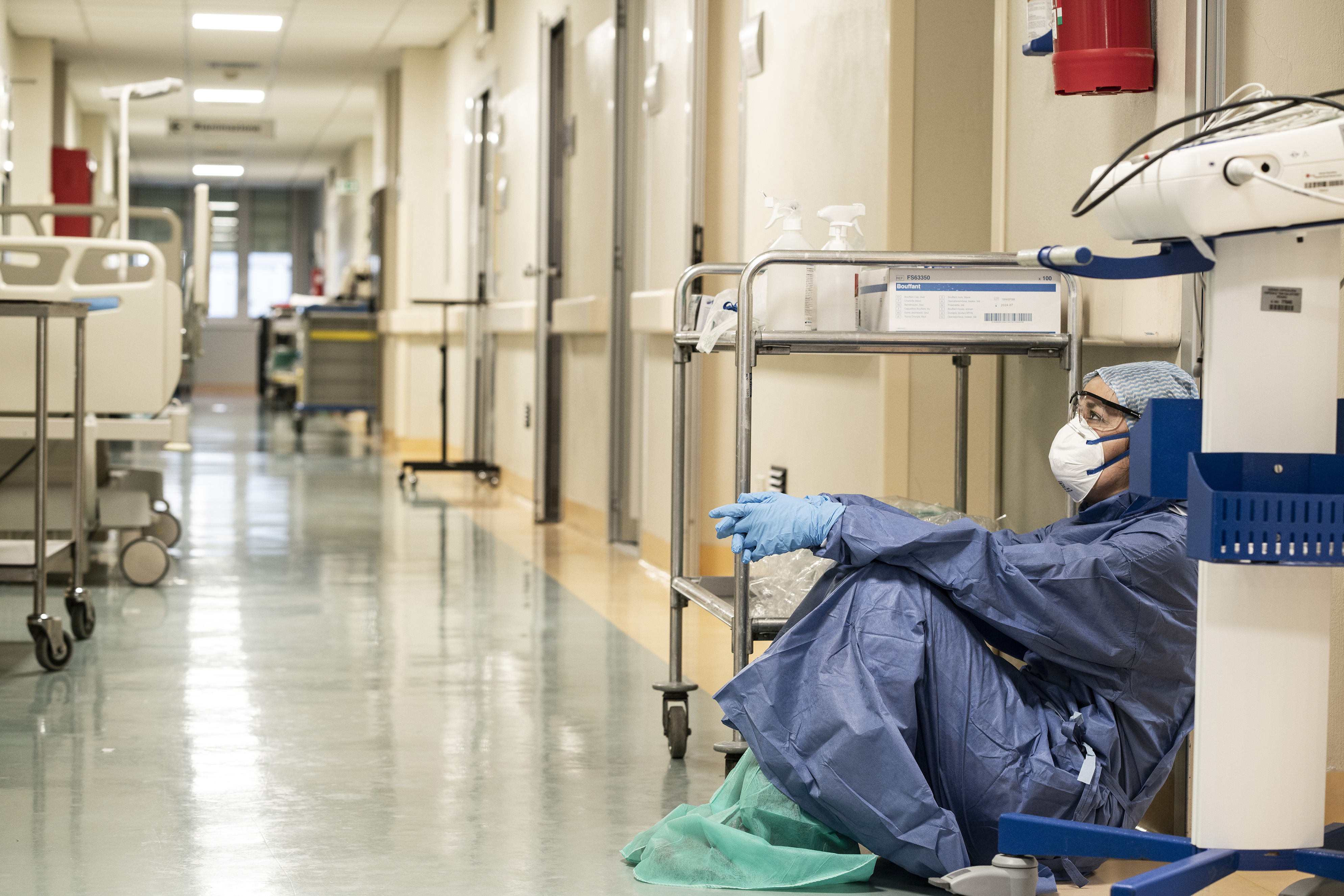
Pasillo de un hospital en Pésaro el 19 de marzo de 2020

El GIMBE (Grupo de Italia para la Medicina Basada en Evidencias), en un informe del 18 de marzo, analizó datos del Istituto Superiore di Sanità y descubrió que los trabajadores de la salud representaban más del 8% de todos los casos de coronavirus detectados.
El 26 de marzo de 2020, Italica Grondona se convirtió en la persona más vieja del mundo en recuperarse con éxito del coronavirus a la edad de 102 años. Se recuperó con éxito del coronavirus después de dar positivo con síntomas leves y fue hospitalizada en Génova el 9 de marzo durante 20 días.
El 22 de marzo, se anunció que el dentaro de la Juventus, Paulo Dybala, y el excapitán de la selección nacional de Italia, Paolo Maldini, habían dado positivo por COVID-19.

### Cuarentena nacional
A partir del 8 de marzo, la región de Lombardía, junto con otras 14 provincias del norte y del centro en Piamonte, Emilia-Romaña, Véneto y Las Marcas, fueron puestas en cuarentena. Dos días después, el gobierno extendió las medidas de aislamiento a todo el país.
Dos semanas después, el número de casos nuevos por día comenzó a mostrar signos de desaceleración, mientras que el número de nuevas muertes aumentó ligeramente. El 31 de marzo, el presidente del Instituto Nacional de Salud de Italia, Silvio Brusaferro, anunció que la pandemia había alcanzado su punto máximo en el país. La noticia fue confirmada también por el jefe de Protección Civil, Angelo Borrelli.
Tres semanas después del aislamiento, sus efectos comenzaron a mostrarse. Italia informó una disminución en el número de nuevos casos y de nuevas muertes por día. El país también experimentó una disminución constante en la ocupación de unidades de cuidados intensivos. El 5 de abril, Italia tuvo el menor número de nuevas muertes diarias en dos semanas y media, y un día después, el menor número de nuevos casos diarios en tres semanas.

## Impacto

### Cuidado de la salud
El brote pandémico aumentó la presión sobre el sistema de salud italiano.
El 17 de marzo, la subsecretaria del Ministerio de Salud, Sandra Zampa, anunció la compra de muchos respiradores nuevos, así como la importación de un millón y medio de máscaras de Sudáfrica.
Para tratar el número de pacientes con COVID-19, se ampliaron las unidades de cuidados intensivos y se crearon nuevos hospitales, especialmente en Lombardía. En Emilia-Romaña, el profesor Marco Ranieri desarrolló un método para duplicar la eficiencia de los respiradores en las UCI. La falta de un protocolo único para los hospitales se consideró un problema.
Debido a la congestión de los hospitales con pacientes con coronavirus, miles de pacientes con cáncer experimentaron dificultades para acceder al tratamiento y los trasplantes, con un riesgo aún mayor en sus vidas. Docenas de secciones de hospitales contra el cáncer se dedicaron a albergar salas de coronavirus o se cerraron después de que el personal se infectara. Según un estudio, los pacientes con cáncer representaron el 17% de las muertes por coronavirus en Italia.
Una carta publicada en el New England Journal of Medicine Catalyst Innovations in Care Delivery afirmó que una de las razones del alto recuento de muertes en el área de Bérgamo fue la contaminación hospitalaria. Progresivamente, diferentes hospitales se dedicaron solo a pacientes con COVID-19, y se establecieron separaciones más rígidas entre las secciones del hospital y las estructuras de triaje. En algunas regiones, los hoteles se utilizaron para acoger a trabajadores de salud o pacientes, y en Liguria se adaptó un barco para acoger a personas en cuarentena. El 1 de abril, se abrieron las primeras instalaciones de pruebas de conducción italiana en Alessandria y en el noroeste de la Toscana.

### Economía

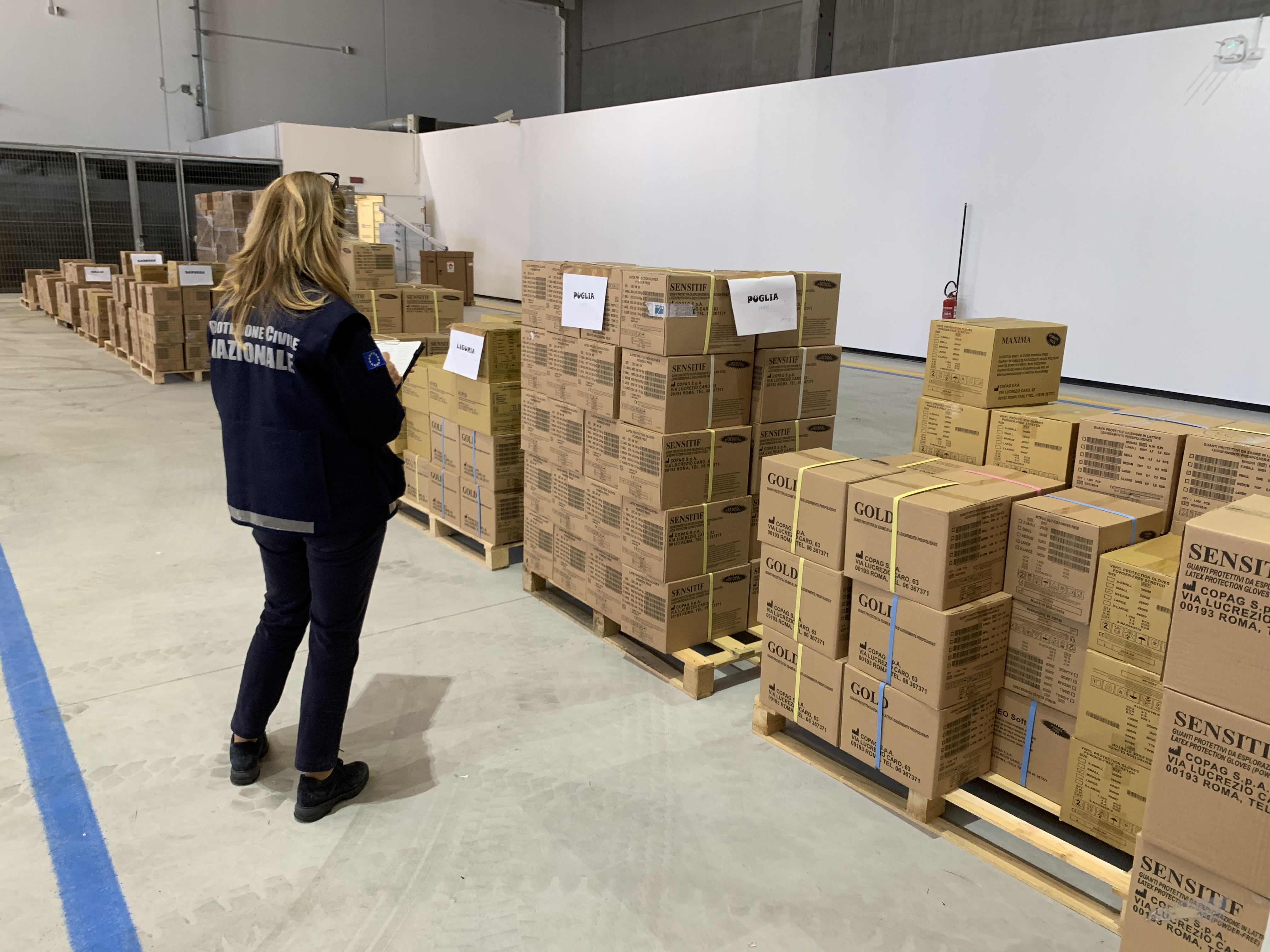
Conjuntos de equipos de protección personal en un centro de Protección Civil, listos para ser distribuidos en las regiones.

La pandemia provocó grandes daños económicos a la economía italiana. Los sectores de turismo, alojamiento y servicios de alimentos, que son algunos de los sectores más importantes de la economía italiana, fueron algunos de los más afectados por las limitaciones de los países extranjeros para viajar a Italia, y por la cuarentena nacional impuesta por el gobierno el 8 de marzo.
El 12 de marzo, el mercado de valores italiano fue uno de los más afectados durante el Jueves Negro, cuando el índice FTSE MIB perdió el 17 % de su valor en un día.
Múltiples fábricas, como Fiat Chrysler, detuvieron la producción en algunas de sus plantas. El 21 de marzo, el gobierno ordenó el cierre de todos los negocios, industrias y actividades económicas no esenciales.
El economista Alberto Bisin pronosticó que la relación entre deuda y PIB de Italia aumentaría del 130% al 180% para fin de año, debido a los préstamos y las pérdidas. Múltiples economistas creen que Italia tendrá dificultades para pagar su deuda.

### Sociedad

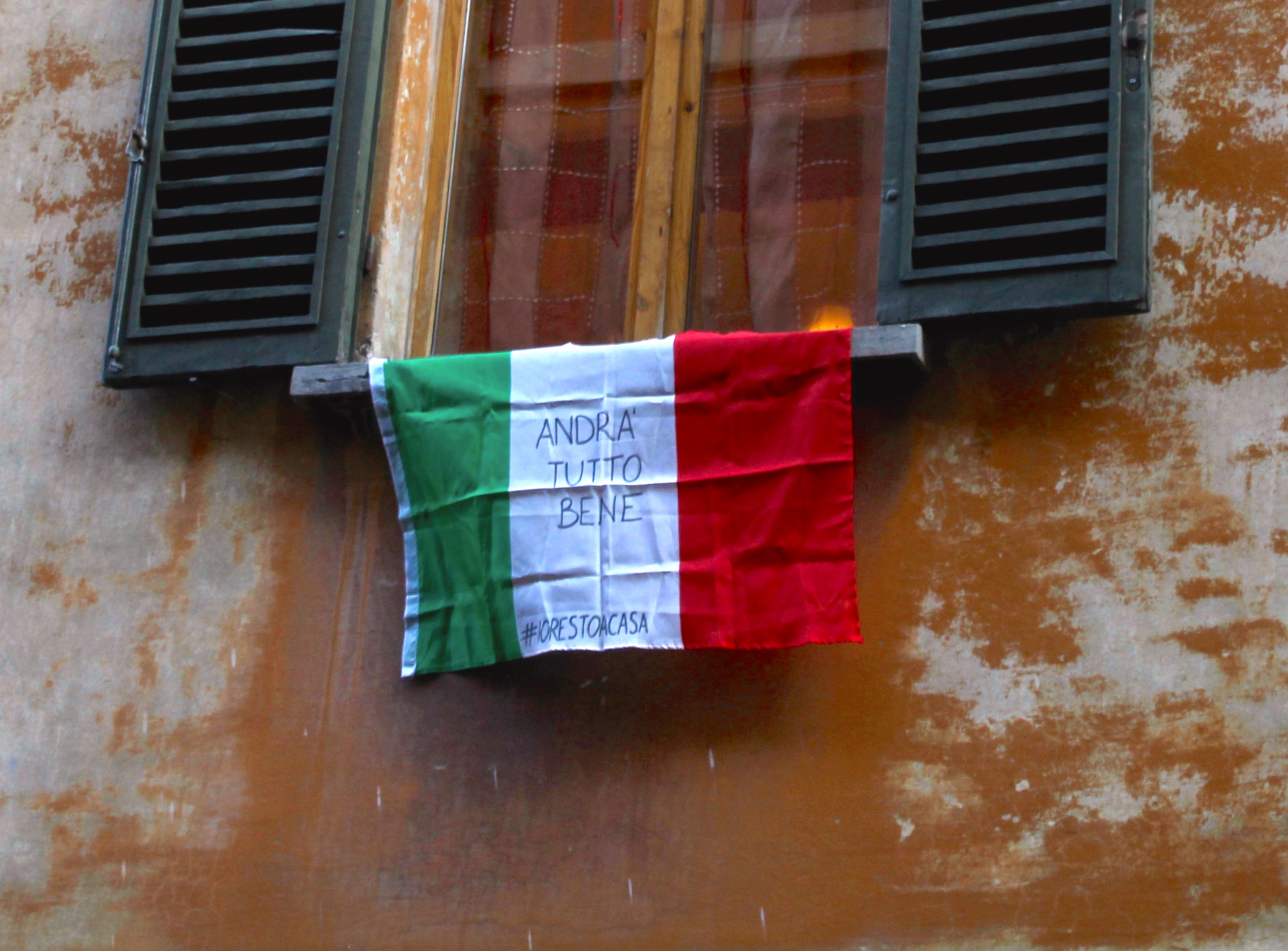
Una bandera de Italia con la frase "Andrà tutto bene" ("Todo estará bien")

Después de la imposición de la cuarentena nacional, hubo protestas en algunas cárceles italianas, con seis muertes después de enfrentamientos en la penitenciaría de Sant'Anna en Módena.
Con toda Italia ordenada a permanecer en el interior, los italianos tomaron sus balcones para cantar juntos, tocar música y aplaudir a los proveedores de atención médica del país. Algunas de las manifestaciones fueron espontáneas, otras fueron organizadas por las redes sociales y la radio. El 13 de marzo a las 6 de la tarde, italianos de todo el país se unieron para cantar el himno nacional. Al mediodía del 14 de marzo, se pararon en sus balcones aplaudiendo para saludar a los trabajadores de salud del país. Un video del cantante de ópera Maurizio Marchini interpretando el aria "Nessun dorma" desde su balcón en Florencia se volvió viral.

### Deportes
El 22 de febrero de 2020, el primer ministro Giuseppe Conte suspendió todos los eventos deportivos en las regiones de Lombardía y Véneto, que incluyeron tres partidos de fútbol de la Serie A en esas regiones, así como uno en Piamonte, que se jugarían al día siguiente. La semana siguiente, inicialmente se jugaron seis partidos de la Serie A a puerta cerrada, pero todos se suspendieron más tarde, al igual que dos partidos de la Copa Italia.
El 9 de marzo, el gobierno anunció que todos los eventos deportivos en Italia serían cancelados hasta al menos el 3 de abril, pero la prohibición no incluía a los clubes italianos o equipos nacionales que participan en competiciones internacionales. Por la tarde, Conte anunció en una conferencia de prensa que todas las medidas que antes se aplicaban solo en las llamadas "zonas rojas" se habían extendido a todo el país, con la cuarentena de aproximadamente 60 millones de personas. Conte luego procedió a firmar oficialmente el nuevo decreto ejecutivo.
El 20 de marzo, el Ministerio de Salud ordenó regulaciones más estrictas sobre la libre circulación. Las nuevas medidas prohibieron los deportes al aire libre y las carreras, excepto las que son individualmente y si se hacen muy cerca de la residencia de uno. Parques, parques infantiles y zonas verdes públicas fueron cerradas. Además, el movimiento en todo el país se restringió aún más, al prohibir "cualquier movimiento hacia una residencia diferente de la principal", incluidas las casas vacacionales, durante los fines de semana y días festivos.

### Educación
Después de los primeros casos en Lombardía y Véneto, los gobiernos regionales de Emilia-Romaña, Friuli Venecia Julia, Liguria, Lombardía, Piamonte, Trentino y Véneto cerraron todas las escuelas y universidades del 23 de febrero al 1 de marzo. La suspensión se extendió más tarde, con el acuerdo del gobierno nacional, hasta el 8 de marzo en Emilia-Romaña, Lombardía y Véneto.
El 4 de marzo, el gobierno anunció el cierre de todas las escuelas y universidades hasta el 15 de marzo.
Con la promulgación de la cuarentena de Lombardía y otras 14 provincias del norte el 8 de marzo, la reapertura de las escuelas en estas áreas se retrasó hasta el 3 de abril. El 9 de marzo, el gobierno extendió la cuarentena a todo el territorio nacional, cerrando todas las escuelas y universidades hasta el 3 de abril.

### Religión
En Italia, las reuniones en persona para el culto religioso se han suspendido y, como resultado, muchas iglesias transmiten misa a través de transmisión en vivo en línea, radio y televisión.
Los funerales de la iglesia no pueden darse dado la cuarentena nacional. En algunas ciudades del norte, las autoridades han tenido problemas para lidiar con el almacenamiento de la gran cantidad de ataúdes, y las iglesias han ofrecido cuidarlos. En las ciudades de Seriate y Bérgamo, el ejército italiano se ofreció como voluntario para transportar algunos de estos ataúdes desde iglesias y morgues hasta cementerios y crematorios en otras provincias.

### Política
El 5 de marzo, el gobierno italiano decidió posponer el referéndum constitucional que debía presentarse el 29 de marzo. El referéndum se ha retrasado hasta nuevo aviso.

#### Controversia inicial a nivel europeo
En marzo de 2020, el gobierno italiano criticó la supuesta falta de solidaridad de la UE con Italia. Italia solicitó al mecanismo de Protección civil de la Unión Europea (UE) el envío de ayudas, pero hasta el 11 de marzo de 2020 ningún país europeo había respondido. El Representante Permanente de Italia ante la Unión Europea, Maurizio Massari, escribió: "desafortunadamente, ni un solo país de la EU ha respondido a la solicitud." Inicialmente Francia y Alemania prohibieron la exportación de mascarillas y otros suministros, por lo que se recibió ayuda en Italia desde China, Rusia y Cuba antes que de Europa. Sin embargo, ese mismo mes, los hospitales alemanes comenzaron a atender a pacientes italianos y franceses con COVID-19, y en abril el gobierno alemán asumió por su cuenta el tratamiento médico de pacientes europeos que necesitaban asistencia respiratoria y que se encontraban internados en sus hospitales. El costo de los servicios sanitarios a estos pacientes alcanzaría inicialmente cerca de 20 millones de euros, indicó el ministro de Salud de Alemania.
Por otra parte, aunque el 7 de marzo algunos políticos europeos, como Marine Le Pen de Francia, habían pedido que se cerraran temporalmente las fronteras internas de la Unión Europea, la comisión para el 13 de marzo seguía rechazando la idea de suspender la zona de libre circulación del espacio Schengen e introducir controles fronterizos con Italia. El 9 de marzo, el primer ministro checo, Andrej Babiš, declaró que "los países europeos no pueden prohibir la entrada de ciudadanos italianos al espacio Schengen. La única forma posible es que el primer ministro italiano pida a sus conciudadanos que se abstengan de viajar a otros países del Unión Europea".

## Respuesta de la Unión Europea
A partir de finales del primer trimestre de 2020, varios de los Estados miembros de la Unión se confrontaron a la crisis sanitaria de la pandemia de COVID-19. El impacto mediático generado por la situación, precipitó a los gobiernos nacionales y a las instituciones europeas a una situación sin precedentes, que en marzo, llevó a que los Estados miembros aceptaran la recomendación emitida por la Comisión Von der Leyen sobre lo que deberían hacer para restringir la entrada en el territorio a los residentes extracomunitarios. Casi al mismo tiempo, la Comisión lanzó su primera reserva de material médico con el fin de repartirlo a los Estados de la Unión más afectados por la pandemia.
En abril se sucedieron numerosas acciones políticas en respuesta a la crisis. En primer lugar reaccionó el Banco Central Europeo (BCE) con un programa de compra de títulos para evitar el colapso de los mercados de deuda, lo que contribuyó a estabilizar la situación financiera. Entonces, tras ser aprobada por primera vez la denominada “cláusula general de salvaguarda” prevista para escenarios de graves crisis generalizadas que afecten a la eurozona, la Comisión pudo levantar los límites que fijaba el pacto de estabilidad y crecimiento. De esta forma se autorizó a los gobiernos nacionales a inyectar en la economía tanto dinero «como fuese necesario». A dicha flexibilización se añadieron también los cambios en la autorización de ayudas públicas, ya que la normativa permitió otorgar hasta 800.000 euros por compañía en forma de subvención directa o ventajas fiscales. De manera complementaria, el Eurogrupo logró un acuerdo la segunda semana de abril que estableció los detalles de la primera red de seguridad comunitaria contra los efectos de la pandemia.
Pero el anuncio más destacado llegó el 18 de mayo de 2020, cuando en una rueda de prensa Merkel y Macron presentaron un plan para la UE en el marco de la crisis de la pandemia. Este impulso se integró con varias acciones institucionales de las semanas anteriores, y sirvió de base al plan recuperación económica (Next Generation EU) presentado por Von der Leyen la semana siguiente. Empero, el anuncio conjunto de Merkel y Macron fue impulsado por un fallo del Tribunal Constitucional de Alemania, que días antes había puesto en duda la independencia del Banco Central Europeo (BCE) para mantener a flote las economías de los miembros más vulnerables de la organización, así como la gobernabilidad de la UE. Hasta entonces, Merkel —quien ocho años antes, en el punto más álgido de la crisis del euro, aseguró que no habría eurobonos «mientras yo viva»— se había opuesto a la propuesta de Macron para crear un fondo que obligaría a los 27 a aumentar la deuda de forma conjunta.
En diciembre de 2020, la vacuna Tozinameran contra la COVID-19 logró la autorización de comercialización en la UE. BioNTech (Societas europaea), el laboratorio al origen de dicho producto, había recibido más de 9 millones de euros de financiación de la UE para la investigación durante la década precedente. Además, en junio fue beneficiario de un préstamo de 100 millones de euros del Banco Europeo de Inversiones (BEI), respaldado por la UE. Esto ayudó al laboratorio alemán a ampliar sus capacidades de fabricación y a suministrar la vacuna a nivel mundial.
En el plano internacional, durante el mes de mayo la Comisión lanzó la "Respuesta mundial al coronavirus", una acción que perseguía el «acceso universal a vacunas, tratamientos y tests de coronavirus asequibles». En la primera jornada del evento quedó cubierto el objetivo monetario de 7400 millones de euros, más de un tercio de los cuales procedían de la UE y sus Estados miembros. Este “maratón mundial de donantes”, dio paso al lanzamiento de una campaña denominada Global Goal: Unite for our Future que culminó el 27 de junio con una cumbre mundial de donantes, presidida por Von der Leyen, que recaudo 6.150 millones de euros.